# Tour de Omán 2018
La 9.ª edición del Tour de Omán se disputó entre el 13 y el 18 de febrero de 2018 en territorio omaní con inicio en la ciudad de Nizwa y final en Corniche de Matrah. La carrera consistió de un total de seis etapas y recorrió una distancia de 914,5 kilómetros.
La carrera forma parte del UCI Asia Tour 2018 bajo categoría 2.HC y fue ganada por el ciclista kazajo Alexéi Lutsenko del Astana. El podio lo completaron el colombiano Miguel Ángel López también del Astana y el español Gorka Izagirre del Bahrain-Merida.

## Equipos participantes
Tomaron parte en la carrera 18 equipos: 9 de categoría UCI ProTeam y 9 de categoría Profesional Continental, quienes conformaron un pelotón de 126 ciclistas de los cuales terminaron 116:
| WorldTeams (9)- Astana - Bahrain-Merida - BMC Racing Team - Dimension Data - Katusha-Alpecin - Quick-Step Floors - Team Sunweb - Trek-Segafredo - UAE Team Emirates Equipos continentales profesionales (9)- Aqua Blue Sport - Caja Rural-Seguros RGA - Cofidis, Solutions Crédits - Fortuneo-Samsic - Rally Cycling - Roompot-Nederlandse Loterij - Sport Vlaanderen-Baloise - Vital Concept - Wanty-Groupe Gobert |
| |

## Recorrido
| Etapa     | Fecha     | Recorrido                                                 | type                   | Distancia (km) | Ganador            | Líder             |
| --------- | --------- | --------------------------------------------------------- | ---------------------- | -------------- | ------------------ | ----------------- |
| 1.ª etapa | 13 de feb | Nizwa – Universidad Sultán Qaboos                         | etapa llana            | 162,5          | Bryan Coquard      | Bryan Coquard     |
| 2.ª etapa | 14 de feb | Universidad Sultán Qaboos – Al Bustan                     | etapa escarpada        | 167,5          | Nathan Haas        | Nathan Haas       |
| 3.ª etapa | 15 de feb | German University of Technology in Oman – Wadi Dayqah Dam | etapa escarpada        | 179,5          | Greg Van Avermaet  | Greg Van Avermaet |
| 4.ª etapa | 16 de feb | Yiti – Ministry of Tourism                                | etapa escarpada        | 117,5          | Magnus Cort        | Greg Van Avermaet |
| 5.ª etapa | 17 de feb | Samail – Sierra de Jabal Akhdar                           | etapa de media montaña | 152            | Miguel Ángel López | Alexéi Lutsenko   |
| 6.ª etapa | 18 de feb | Mascate – Matrah Corniche                                 | etapa llana            | 135,5          | Alexander Kristoff | Alexéi Lutsenko   |

## Desarrollo de la carrera

### 1.ª etapa
| Nizwa - Universidad Sultán Qaboos | etapa llana | (162,5 km) |

| \| Clasificación de la etapa \| Clasificación de la etapa \| Clasificación de la etapa \| Clasificación de la etapa \| Clasificación de la etapa \| \| Ciclista \| Ciclista \| Equipo \| Tiempo \| \| \| ------------------------- \| ------------------------- \| -------------------------- \| ------------------------- \| ------------------------- \| \| 1.º \| Bryan Coquard \| Vital Concept \| 3 h 58 min 41 s \| \| \| 2.º \| Mark Cavendish \| Dimension Data \| + 0 s \| \| \| 3.º \| Giacomo Nizzolo \| Trek-Segafredo \| + 0 s \| \| \| 4.º \| Nacer Bouhanni \| Cofidis, Solutions Crédits \| + 0 s \| \| \| 5.º \| Max Walscheid \| Team Sunweb \| + 0 s \| \| \| 6.º \| Adam Blythe \| Aqua Blue Sport \| + 0 s \| \| \| 7.º \| Alexander Kristoff \| UAE Team Emirates \| + 0 s \| \| \| 8.º \| Bram Welten \| Fortuneo-Samsic \| + 0 s \| \| \| 9.º \| Magnus Cort \| Astana \| + 0 s \| \| \| 10.º \| Boris Vallée \| Wanty-Groupe Gobert \| + 0 s \| \| |                    |                            |                 |
| |                    |                            |                 |
| |                    |                            |                 |
| Clasificación de la etapa |                    |                            |                 |
| Ciclista | Ciclista           | Equipo                     | Tiempo          |
| 1.º | Bryan Coquard      | Vital Concept              | 3 h 58 min 41 s |
| 2.º | Mark Cavendish     | Dimension Data             | + 0 s           |
| 3.º | Giacomo Nizzolo    | Trek-Segafredo             | + 0 s           |
| 4.º | Nacer Bouhanni     | Cofidis, Solutions Crédits | + 0 s           |
| 5.º | Max Walscheid      | Team Sunweb                | + 0 s           |
| 6.º | Adam Blythe        | Aqua Blue Sport            | + 0 s           |
| 7.º | Alexander Kristoff | UAE Team Emirates          | + 0 s           |
| 8.º | Bram Welten        | Fortuneo-Samsic            | + 0 s           |
| 9.º | Magnus Cort        | Astana                     | + 0 s           |
| 10.º | Boris Vallée       | Wanty-Groupe Gobert        | + 0 s           |

| \| Clasificación general \| Clasificación general \| Clasificación general \| Clasificación general \| Clasificación general \| \| Ciclista \| Ciclista \| Equipo \| Tiempo \| \| \| --------------------- \| --------------------- \| --------------------------- \| --------------------- \| --------------------- \| \| 1.º \| Bryan Coquard \| Vital Concept \| 3 h 58 min 31 s \| \| \| 2.º \| Mark Cavendish \| Dimension Data \| + 4 s \| \| \| 3.º \| Pierre-Luc Périchon \| Fortuneo-Samsic \| + 4 s \| \| \| 4.º \| Giacomo Nizzolo \| Trek-Segafredo \| + 6 s \| \| \| 5.º \| Maxime Farazijn \| Sport Vlaanderen-Baloise \| + 8 s \| \| \| 6.º \| Brian van Goethem \| Roompot-Nederlandse Loterij \| + 8 s \| \| \| 7.º \| Conor Dunne \| Aqua Blue Sport \| + 8 s \| \| \| 8.º \| Nacer Bouhanni \| Cofidis, Solutions Crédits \| + 10 s \| \| \| 9.º \| Max Walscheid \| Team Sunweb \| + 10 s \| \| \| 10.º \| Adam Blythe \| Aqua Blue Sport \| + 10 s \| \| |                     |                             |                 |
| |                     |                             |                 |
| |                     |                             |                 |
| Clasificación general |                     |                             |                 |
| Ciclista | Ciclista            | Equipo                      | Tiempo          |
| 1.º | Bryan Coquard       | Vital Concept               | 3 h 58 min 31 s |
| 2.º | Mark Cavendish      | Dimension Data              | + 4 s           |
| 3.º | Pierre-Luc Périchon | Fortuneo-Samsic             | + 4 s           |
| 4.º | Giacomo Nizzolo     | Trek-Segafredo              | + 6 s           |
| 5.º | Maxime Farazijn     | Sport Vlaanderen-Baloise    | + 8 s           |
| 6.º | Brian van Goethem   | Roompot-Nederlandse Loterij | + 8 s           |
| 7.º | Conor Dunne         | Aqua Blue Sport             | + 8 s           |
| 8.º | Nacer Bouhanni      | Cofidis, Solutions Crédits  | + 10 s          |
| 9.º | Max Walscheid       | Team Sunweb                 | + 10 s          |
| 10.º | Adam Blythe         | Aqua Blue Sport             | + 10 s          |

### 2.ª etapa
| Universidad Sultán Qaboos - Al Bustan | etapa escarpada | (167,5 km) |

| \| Clasificación de la etapa \| Clasificación de la etapa \| Clasificación de la etapa \| Clasificación de la etapa \| Clasificación de la etapa \| \| Ciclista \| Ciclista \| Equipo \| Tiempo \| \| \| ------------------------- \| ------------------------- \| -------------------------- \| ------------------------- \| ------------------------- \| \| 1.º \| Nathan Haas \| Katusha-Alpecin \| 4 h 22 min 15 s \| \| \| 2.º \| Greg Van Avermaet \| BMC Racing Team \| + 0 s \| \| \| 3.º \| Alexéi Lutsenko \| Astana \| + 0 s \| \| \| 4.º \| Dries Devenyns \| Quick-Step Floors \| + 0 s \| \| \| 5.º \| Merhawi Kudus \| Dimension Data \| + 0 s \| \| \| 6.º \| Niki Terpstra \| Quick-Step Floors \| + 0 s \| \| \| 7.º \| Gorka Izagirre \| Bahrain-Merida \| + 0 s \| \| \| 8.º \| Jesús Herrada \| Cofidis, Solutions Crédits \| + 0 s \| \| \| 9.º \| Fabio Felline \| Trek-Segafredo \| + 0 s \| \| \| 10.º \| Miguel Ángel López \| Astana \| + 0 s \| \| |                    |                            |                 |
| |                    |                            |                 |
| |                    |                            |                 |
| Clasificación de la etapa |                    |                            |                 |
| Ciclista | Ciclista           | Equipo                     | Tiempo          |
| 1.º | Nathan Haas        | Katusha-Alpecin            | 4 h 22 min 15 s |
| 2.º | Greg Van Avermaet  | BMC Racing Team            | + 0 s           |
| 3.º | Alexéi Lutsenko    | Astana                     | + 0 s           |
| 4.º | Dries Devenyns     | Quick-Step Floors          | + 0 s           |
| 5.º | Merhawi Kudus      | Dimension Data             | + 0 s           |
| 6.º | Niki Terpstra      | Quick-Step Floors          | + 0 s           |
| 7.º | Gorka Izagirre     | Bahrain-Merida             | + 0 s           |
| 8.º | Jesús Herrada      | Cofidis, Solutions Crédits | + 0 s           |
| 9.º | Fabio Felline      | Trek-Segafredo             | + 0 s           |
| 10.º | Miguel Ángel López | Astana                     | + 0 s           |

| \| Clasificación general \| Clasificación general \| Clasificación general \| Clasificación general \| Clasificación general \| \| Ciclista \| Ciclista \| Equipo \| Tiempo \| \| \| --------------------- \| --------------------- \| --------------------- \| --------------------- \| --------------------- \| \| 1.º \| Nathan Haas \| Katusha-Alpecin \| 8 h 20 min 46 s \| \| \| 2.º \| Greg Van Avermaet \| BMC Racing Team \| + 4 s \| \| \| 3.º \| Alexéi Lutsenko \| Astana \| + 6 s \| \| \| 4.º \| Merhawi Kudus \| Dimension Data \| + 10 s \| \| \| 5.º \| Vincenzo Nibali \| Bahrain-Merida \| + 10 s \| \| \| 6.º \| Dries Devenyns \| Quick-Step Floors \| + 10 s \| \| \| 7.º \| Odd Christian Eiking \| Wanty-Groupe Gobert \| + 10 s \| \| \| 8.º \| Miguel Ángel López \| Astana \| + 10 s \| \| \| 9.º \| Fabio Felline \| Trek-Segafredo \| + 10 s \| \| \| 10.º \| Fabien Doubey \| Wanty-Groupe Gobert \| + 10 s \| \| |                      |                     |                 |
| |                      |                     |                 |
| |                      |                     |                 |
| Clasificación general |                      |                     |                 |
| Ciclista | Ciclista             | Equipo              | Tiempo          |
| 1.º | Nathan Haas          | Katusha-Alpecin     | 8 h 20 min 46 s |
| 2.º | Greg Van Avermaet    | BMC Racing Team     | + 4 s           |
| 3.º | Alexéi Lutsenko      | Astana              | + 6 s           |
| 4.º | Merhawi Kudus        | Dimension Data      | + 10 s          |
| 5.º | Vincenzo Nibali      | Bahrain-Merida      | + 10 s          |
| 6.º | Dries Devenyns       | Quick-Step Floors   | + 10 s          |
| 7.º | Odd Christian Eiking | Wanty-Groupe Gobert | + 10 s          |
| 8.º | Miguel Ángel López   | Astana              | + 10 s          |
| 9.º | Fabio Felline        | Trek-Segafredo      | + 10 s          |
| 10.º | Fabien Doubey        | Wanty-Groupe Gobert | + 10 s          |

### 3.ª etapa
| German University of Technology in Oman - Wadi Dayqah Dam | etapa escarpada | (179,5 km) |

| \| Clasificación de la etapa \| Clasificación de la etapa \| Clasificación de la etapa \| Clasificación de la etapa \| Clasificación de la etapa \| \| Ciclista \| Ciclista \| Equipo \| Tiempo \| \| \| ------------------------- \| ------------------------- \| -------------------------- \| ------------------------- \| ------------------------- \| \| 1.º \| Greg Van Avermaet \| BMC Racing Team \| 4 h 36 min 04 s \| \| \| 2.º \| Rui Alberto Costa \| UAE Team Emirates \| + 3 s \| \| \| 3.º \| Alexéi Lutsenko \| Astana \| + 3 s \| \| \| 4.º \| Gorka Izagirre \| Bahrain-Merida \| + 3 s \| \| \| 5.º \| Nathan Haas \| Katusha-Alpecin \| + 7 s \| \| \| 6.º \| Magnus Cort \| Astana \| + 7 s \| \| \| 7.º \| Odd Christian Eiking \| Wanty-Groupe Gobert \| + 9 s \| \| \| 8.º \| Dries Devenyns \| Quick-Step Floors \| + 9 s \| \| \| 9.º \| Miguel Ángel López \| Astana \| + 9 s \| \| \| 10.º \| Jesús Herrada \| Cofidis, Solutions Crédits \| + 9 s \| \| |                      |                            |                 |
| |                      |                            |                 |
| |                      |                            |                 |
| Clasificación de la etapa |                      |                            |                 |
| Ciclista | Ciclista             | Equipo                     | Tiempo          |
| 1.º | Greg Van Avermaet    | BMC Racing Team            | 4 h 36 min 04 s |
| 2.º | Rui Alberto Costa    | UAE Team Emirates          | + 3 s           |
| 3.º | Alexéi Lutsenko      | Astana                     | + 3 s           |
| 4.º | Gorka Izagirre       | Bahrain-Merida             | + 3 s           |
| 5.º | Nathan Haas          | Katusha-Alpecin            | + 7 s           |
| 6.º | Magnus Cort          | Astana                     | + 7 s           |
| 7.º | Odd Christian Eiking | Wanty-Groupe Gobert        | + 9 s           |
| 8.º | Dries Devenyns       | Quick-Step Floors          | + 9 s           |
| 9.º | Miguel Ángel López   | Astana                     | + 9 s           |
| 10.º | Jesús Herrada        | Cofidis, Solutions Crédits | + 9 s           |

| \| Clasificación general \| Clasificación general \| Clasificación general \| Clasificación general \| Clasificación general \| \| Ciclista \| Ciclista \| Equipo \| Tiempo \| \| \| --------------------- \| --------------------- \| -------------------------- \| --------------------- \| --------------------- \| \| 1.º \| Greg Van Avermaet \| BMC Racing Team \| 12 h 56 min 44 s \| \| \| 2.º \| Alexéi Lutsenko \| Astana \| + 11 s \| \| \| 3.º \| Nathan Haas \| Katusha-Alpecin \| + 13 s \| \| \| 4.º \| Gorka Izagirre \| Bahrain-Merida \| + 19 s \| \| \| 5.º \| Dries Devenyns \| Quick-Step Floors \| + 25 s \| \| \| 6.º \| Odd Christian Eiking \| Wanty-Groupe Gobert \| + 25 s \| \| \| 7.º \| Miguel Ángel López \| Astana \| + 25 s \| \| \| 8.º \| Jesús Herrada \| Cofidis, Solutions Crédits \| + 25 s \| \| \| 9.º \| Dani Navarro \| Cofidis, Solutions Crédits \| + 25 s \| \| \| 10.º \| Merhawi Kudus \| Dimension Data \| + 33 s \| \| |                      |                            |                  |
| |                      |                            |                  |
| |                      |                            |                  |
| Clasificación general |                      |                            |                  |
| Ciclista | Ciclista             | Equipo                     | Tiempo           |
| 1.º | Greg Van Avermaet    | BMC Racing Team            | 12 h 56 min 44 s |
| 2.º | Alexéi Lutsenko      | Astana                     | + 11 s           |
| 3.º | Nathan Haas          | Katusha-Alpecin            | + 13 s           |
| 4.º | Gorka Izagirre       | Bahrain-Merida             | + 19 s           |
| 5.º | Dries Devenyns       | Quick-Step Floors          | + 25 s           |
| 6.º | Odd Christian Eiking | Wanty-Groupe Gobert        | + 25 s           |
| 7.º | Miguel Ángel López   | Astana                     | + 25 s           |
| 8.º | Jesús Herrada        | Cofidis, Solutions Crédits | + 25 s           |
| 9.º | Dani Navarro         | Cofidis, Solutions Crédits | + 25 s           |
| 10.º | Merhawi Kudus        | Dimension Data             | + 33 s           |

### 4.ª etapa
| Yiti - Ministry of Tourism | etapa escarpada | (117,5 km) |

| \| Clasificación de la etapa \| Clasificación de la etapa \| Clasificación de la etapa \| Clasificación de la etapa \| Clasificación de la etapa \| \| Ciclista \| Ciclista \| Equipo \| Tiempo \| \| \| ------------------------- \| ------------------------- \| -------------------------- \| ------------------------- \| ------------------------- \| \| 1.º \| Magnus Cort \| Astana \| 2 h 57 min 36 s \| \| \| 2.º \| Giovanni Visconti \| Bahrain-Merida \| + 0 s \| \| \| 3.º \| Alberto Bettiol \| BMC Racing Team \| + 0 s \| \| \| 4.º \| Greg Van Avermaet \| BMC Racing Team \| + 0 s \| \| \| 5.º \| Rui Alberto Costa \| UAE Team Emirates \| + 0 s \| \| \| 6.º \| Nathan Haas \| Katusha-Alpecin \| + 0 s \| \| \| 7.º \| Mark Christian \| Aqua Blue Sport \| + 0 s \| \| \| 8.º \| Merhawi Kudus \| Dimension Data \| + 0 s \| \| \| 9.º \| Odd Christian Eiking \| Wanty-Groupe Gobert \| + 0 s \| \| \| 10.º \| Jesús Herrada \| Cofidis, Solutions Crédits \| + 0 s \| \| |                      |                            |                 |
| |                      |                            |                 |
| |                      |                            |                 |
| Clasificación de la etapa |                      |                            |                 |
| Ciclista | Ciclista             | Equipo                     | Tiempo          |
| 1.º | Magnus Cort          | Astana                     | 2 h 57 min 36 s |
| 2.º | Giovanni Visconti    | Bahrain-Merida             | + 0 s           |
| 3.º | Alberto Bettiol      | BMC Racing Team            | + 0 s           |
| 4.º | Greg Van Avermaet    | BMC Racing Team            | + 0 s           |
| 5.º | Rui Alberto Costa    | UAE Team Emirates          | + 0 s           |
| 6.º | Nathan Haas          | Katusha-Alpecin            | + 0 s           |
| 7.º | Mark Christian       | Aqua Blue Sport            | + 0 s           |
| 8.º | Merhawi Kudus        | Dimension Data             | + 0 s           |
| 9.º | Odd Christian Eiking | Wanty-Groupe Gobert        | + 0 s           |
| 10.º | Jesús Herrada        | Cofidis, Solutions Crédits | + 0 s           |

| \| Clasificación general \| Clasificación general \| Clasificación general \| Clasificación general \| Clasificación general \| \| Ciclista \| Ciclista \| Equipo \| Tiempo \| \| \| --------------------- \| --------------------- \| -------------------------- \| --------------------- \| --------------------- \| \| 1.º \| Greg Van Avermaet \| BMC Racing Team \| 15 h 54 min 20 s \| \| \| 2.º \| Alexéi Lutsenko \| Astana \| + 9 s \| \| \| 3.º \| Nathan Haas \| Katusha-Alpecin \| + 13 s \| \| \| 4.º \| Gorka Izagirre \| Bahrain-Merida \| + 16 s \| \| \| 5.º \| Miguel Ángel López \| Astana \| + 24 s \| \| \| 6.º \| Dries Devenyns \| Quick-Step Floors \| + 25 s \| \| \| 7.º \| Odd Christian Eiking \| Wanty-Groupe Gobert \| + 25 s \| \| \| 8.º \| Jesús Herrada \| Cofidis, Solutions Crédits \| + 25 s \| \| \| 9.º \| Dani Navarro \| Cofidis, Solutions Crédits \| + 25 s \| \| \| 10.º \| Merhawi Kudus \| Dimension Data \| + 33 s \| \| |                      |                            |                  |
| |                      |                            |                  |
| |                      |                            |                  |
| Clasificación general |                      |                            |                  |
| Ciclista | Ciclista             | Equipo                     | Tiempo           |
| 1.º | Greg Van Avermaet    | BMC Racing Team            | 15 h 54 min 20 s |
| 2.º | Alexéi Lutsenko      | Astana                     | + 9 s            |
| 3.º | Nathan Haas          | Katusha-Alpecin            | + 13 s           |
| 4.º | Gorka Izagirre       | Bahrain-Merida             | + 16 s           |
| 5.º | Miguel Ángel López   | Astana                     | + 24 s           |
| 6.º | Dries Devenyns       | Quick-Step Floors          | + 25 s           |
| 7.º | Odd Christian Eiking | Wanty-Groupe Gobert        | + 25 s           |
| 8.º | Jesús Herrada        | Cofidis, Solutions Crédits | + 25 s           |
| 9.º | Dani Navarro         | Cofidis, Solutions Crédits | + 25 s           |
| 10.º | Merhawi Kudus        | Dimension Data             | + 33 s           |

### 5.ª etapa
| Samail - Sierra de Jabal Akhdar | etapa de media montaña | (152 km) |

| \| Clasificación de la etapa \| Clasificación de la etapa \| Clasificación de la etapa \| Clasificación de la etapa \| Clasificación de la etapa \| \| Ciclista \| Ciclista \| Equipo \| Tiempo \| \| \| ------------------------- \| ------------------------- \| -------------------------- \| ------------------------- \| ------------------------- \| \| 1.º \| Miguel Ángel López \| Astana \| 3 h 43 min 58 s \| \| \| 2.º \| Alexéi Lutsenko \| Astana \| + 0 s \| \| \| 3.º \| Jesús Herrada \| Cofidis, Solutions Crédits \| + 12 s \| \| \| 4.º \| Gorka Izagirre \| Bahrain-Merida \| + 15 s \| \| \| 5.º \| Nathan Haas \| Katusha-Alpecin \| + 22 s \| \| \| 6.º \| Peter Stetina \| Trek-Segafredo \| + 25 s \| \| \| 7.º \| Daniel Pearson \| Aqua Blue Sport \| + 33 s \| \| \| 8.º \| Dries Devenyns \| Quick-Step Floors \| + 43 s \| \| \| 9.º \| Nicolas Roche \| BMC Racing Team \| + 47 s \| \| \| 10.º \| Rui Alberto Costa \| UAE Team Emirates \| + 49 s \| \| |                    |                            |                 |
| |                    |                            |                 |
| |                    |                            |                 |
| Clasificación de la etapa |                    |                            |                 |
| Ciclista | Ciclista           | Equipo                     | Tiempo          |
| 1.º | Miguel Ángel López | Astana                     | 3 h 43 min 58 s |
| 2.º | Alexéi Lutsenko    | Astana                     | + 0 s           |
| 3.º | Jesús Herrada      | Cofidis, Solutions Crédits | + 12 s          |
| 4.º | Gorka Izagirre     | Bahrain-Merida             | + 15 s          |
| 5.º | Nathan Haas        | Katusha-Alpecin            | + 22 s          |
| 6.º | Peter Stetina      | Trek-Segafredo             | + 25 s          |
| 7.º | Daniel Pearson     | Aqua Blue Sport            | + 33 s          |
| 8.º | Dries Devenyns     | Quick-Step Floors          | + 43 s          |
| 9.º | Nicolas Roche      | BMC Racing Team            | + 47 s          |
| 10.º | Rui Alberto Costa  | UAE Team Emirates          | + 49 s          |

| \| Clasificación general \| Clasificación general \| Clasificación general \| Clasificación general \| Clasificación general \| \| Ciclista \| Ciclista \| Equipo \| Tiempo \| \| \| --------------------- \| --------------------- \| -------------------------- \| --------------------- \| --------------------- \| \| 1.º \| Alexéi Lutsenko \| Astana \| 19 h 38 min 21 s \| \| \| 2.º \| Miguel Ángel López \| Astana \| + 11 s \| \| \| 3.º \| Gorka Izagirre \| Bahrain-Merida \| + 28 s \| \| \| 4.º \| Jesús Herrada \| Cofidis, Solutions Crédits \| + 30 s \| \| \| 5.º \| Nathan Haas \| Katusha-Alpecin \| + 32 s \| \| \| 6.º \| Dries Devenyns \| Quick-Step Floors \| + 1 min 05 s \| \| \| 7.º \| Dani Navarro \| Cofidis, Solutions Crédits \| + 1 min 14 s \| \| \| 8.º \| Odd Christian Eiking \| Wanty-Groupe Gobert \| + 1 min 24 s \| \| \| 9.º \| Merhawi Kudus \| Dimension Data \| + 1 min 29 s \| \| \| 10.º \| Rui Alberto Costa \| UAE Team Emirates \| + 1 min 37 s \| \| |                      |                            |                  |
| |                      |                            |                  |
| |                      |                            |                  |
| Clasificación general |                      |                            |                  |
| Ciclista | Ciclista             | Equipo                     | Tiempo           |
| 1.º | Alexéi Lutsenko      | Astana                     | 19 h 38 min 21 s |
| 2.º | Miguel Ángel López   | Astana                     | + 11 s           |
| 3.º | Gorka Izagirre       | Bahrain-Merida             | + 28 s           |
| 4.º | Jesús Herrada        | Cofidis, Solutions Crédits | + 30 s           |
| 5.º | Nathan Haas          | Katusha-Alpecin            | + 32 s           |
| 6.º | Dries Devenyns       | Quick-Step Floors          | + 1 min 05 s     |
| 7.º | Dani Navarro         | Cofidis, Solutions Crédits | + 1 min 14 s     |
| 8.º | Odd Christian Eiking | Wanty-Groupe Gobert        | + 1 min 24 s     |
| 9.º | Merhawi Kudus        | Dimension Data             | + 1 min 29 s     |
| 10.º | Rui Alberto Costa    | UAE Team Emirates          | + 1 min 37 s     |

### 6.ª etapa
| Mascate - Matrah Corniche | etapa llana | (135,5 km) |

| \| Clasificación de la etapa \| Clasificación de la etapa \| Clasificación de la etapa \| Clasificación de la etapa \| Clasificación de la etapa \| \| Ciclista \| Ciclista \| Equipo \| Tiempo \| \| \| ------------------------- \| ------------------------- \| --------------------------- \| ------------------------- \| ------------------------- \| \| 1.º \| Alexander Kristoff \| UAE Team Emirates \| 3 h 11 min 29 s \| \| \| 2.º \| Bryan Coquard \| Vital Concept \| + 0 s \| \| \| 3.º \| Giacomo Nizzolo \| Trek-Segafredo \| + 0 s \| \| \| 4.º \| Magnus Cort \| Astana \| + 0 s \| \| \| 5.º \| Nathan Haas \| Katusha-Alpecin \| + 0 s \| \| \| 6.º \| Davide Martinelli \| Quick-Step Floors \| + 0 s \| \| \| 7.º \| Amaury Capiot \| Sport Vlaanderen-Baloise \| + 0 s \| \| \| 8.º \| Greg Van Avermaet \| BMC Racing Team \| + 0 s \| \| \| 9.º \| Benjamin Declercq \| Sport Vlaanderen-Baloise \| + 0 s \| \| \| 10.º \| Floris Gerts \| Roompot-Nederlandse Loterij \| + 0 s \| \| |                    |                             |                 |
| |                    |                             |                 |
| |                    |                             |                 |
| Clasificación de la etapa |                    |                             |                 |
| Ciclista | Ciclista           | Equipo                      | Tiempo          |
| 1.º | Alexander Kristoff | UAE Team Emirates           | 3 h 11 min 29 s |
| 2.º | Bryan Coquard      | Vital Concept               | + 0 s           |
| 3.º | Giacomo Nizzolo    | Trek-Segafredo              | + 0 s           |
| 4.º | Magnus Cort        | Astana                      | + 0 s           |
| 5.º | Nathan Haas        | Katusha-Alpecin             | + 0 s           |
| 6.º | Davide Martinelli  | Quick-Step Floors           | + 0 s           |
| 7.º | Amaury Capiot      | Sport Vlaanderen-Baloise    | + 0 s           |
| 8.º | Greg Van Avermaet  | BMC Racing Team             | + 0 s           |
| 9.º | Benjamin Declercq  | Sport Vlaanderen-Baloise    | + 0 s           |
| 10.º | Floris Gerts       | Roompot-Nederlandse Loterij | + 0 s           |

## Clasificaciones finales
Las clasificaciones finalizaron de la siguiente forma:

### Clasificación general
| \| Clasificación general \| Clasificación general \| Clasificación general \| Clasificación general \| Clasificación general \| \| Ciclista \| Ciclista \| Equipo \| Tiempo \| \| \| --------------------- \| --------------------- \| -------------------------- \| --------------------- \| --------------------- \| \| 1.º \| Alexéi Lutsenko \| Astana \| 22 h 49 min 50 s \| \| \| 2.º \| Miguel Ángel López \| Astana \| + 11 s \| \| \| 3.º \| Gorka Izagirre \| Bahrain-Merida \| + 28 s \| \| \| 4.º \| Jesús Herrada \| Cofidis, Solutions Crédits \| + 30 s \| \| \| 5.º \| Nathan Haas \| Katusha-Alpecin \| + 32 s \| \| \| 6.º \| Dries Devenyns \| Quick-Step Floors \| + 1 min 05 s \| \| \| 7.º \| Dani Navarro \| Cofidis, Solutions Crédits \| + 1 min 14 s \| \| \| 8.º \| Odd Christian Eiking \| Wanty-Groupe Gobert \| + 1 min 24 s \| \| \| 9.º \| Merhawi Kudus \| Dimension Data \| + 1 min 29 s \| \| \| 10.º \| Rui Alberto Costa \| UAE Team Emirates \| + 1 min 37 s \| \| |                      |                            |                  |
| |                      |                            |                  |
| Fuente: ProCyclingStats |                      |                            |                  |
| Clasificación general |                      |                            |                  |
| Ciclista | Ciclista             | Equipo                     | Tiempo           |
| 1.º | Alexéi Lutsenko      | Astana                     | 22 h 49 min 50 s |
| 2.º | Miguel Ángel López   | Astana                     | + 11 s           |
| 3.º | Gorka Izagirre       | Bahrain-Merida             | + 28 s           |
| 4.º | Jesús Herrada        | Cofidis, Solutions Crédits | + 30 s           |
| 5.º | Nathan Haas          | Katusha-Alpecin            | + 32 s           |
| 6.º | Dries Devenyns       | Quick-Step Floors          | + 1 min 05 s     |
| 7.º | Dani Navarro         | Cofidis, Solutions Crédits | + 1 min 14 s     |
| 8.º | Odd Christian Eiking | Wanty-Groupe Gobert        | + 1 min 24 s     |
| 9.º | Merhawi Kudus        | Dimension Data             | + 1 min 29 s     |
| 10.º | Rui Alberto Costa    | UAE Team Emirates          | + 1 min 37 s     |

### Clasificación por puntos
| Clasificación por puntos | Clasificación por puntos | Clasificación por puntos | Clasificación por puntos | Clasificación por puntos |
| Ciclista                 | Ciclista                 | Equipo                   | Puntos                   |                          |
| ------------------------ | ------------------------ | ------------------------ | ------------------------ | ------------------------ |
| 1.º                      | Nathan Haas              | Katusha-Alpecin          | 38 pts                   |                          |
| 2.º                      | Greg Van Avermaet        | BMC Racing Team          | 37 pts                   |                          |
| 3.º                      | Alexéi Lutsenko          | Astana                   | 32 pts                   |                          |
| 4.º                      | Magnus Cort              | Astana                   | 29 pts                   |                          |
| 5.º                      | Bryan Coquard            | Vital Concept            | 27 pts                   |                          |
| 6.º                      | Gorka Izagirre           | Bahrain-Merida           | 21 pts                   |                          |
| 7.º                      | Miguel Ángel López       | Astana                   | 19 pts                   |                          |
| 8.º                      | Alexander Kristoff       | UAE Team Emirates        | 19 pts                   |                          |
| 9.º                      | Rui Alberto Costa        | UAE Team Emirates        | 19 pts                   |                          |
| 10.º                     | Giacomo Nizzolo          | Trek-Segafredo           | 18 pts                   |                          |

### Clasificación de los jóvenes
| Clasificación del mejor joven | Clasificación del mejor joven | Clasificación del mejor joven | Clasificación del mejor joven | Clasificación del mejor joven |
| Ciclista                      | Ciclista                      | Equipo                        | Tiempo                        |                               |
| ----------------------------- | ----------------------------- | ----------------------------- | ----------------------------- | ----------------------------- |
| 1.º                           | Miguel Ángel López            | Astana                        | 22 h 50 min 01 s              |                               |
| 2.º                           | Odd Christian Eiking          | Wanty-Groupe Gobert           | + 1 min 13 s                  |                               |
| 3.º                           | Merhawi Kudus                 | Dimension Data                | + 1 min 18 s                  |                               |
| 4.º                           | Daniel Pearson                | Aqua Blue Sport               | + 1 min 43 s                  |                               |
| 5.º                           | Fabien Doubey                 | Wanty-Groupe Gobert           | + 1 min 51 s                  |                               |
| 6.º                           | Alex Aranburu                 | Caja Rural-Seguros RGA        | + 3 min 37 s                  |                               |
| 7.º                           | Sindre Skjøstad Lunke         | Fortuneo-Samsic               | + 5 min 29 s                  |                               |
| 8.º                           | Steff Cras                    | Katusha-Alpecin               | + 5 min 36 s                  |                               |
| 9.º                           | Kevin Deltombe                | Sport Vlaanderen-Baloise      | + 6 min 12 s                  |                               |
| 10.º                          | Benjamin Declercq             | Sport Vlaanderen-Baloise      | + 7 min 55 s                  |                               |

### Clasificación de la combatividad
| Clasificación de la combatividad | Clasificación de la combatividad | Clasificación de la combatividad | Clasificación de la combatividad | Clasificación de la combatividad |
| Ciclista                         | Ciclista                         | Equipo                           | Puntos                           |                                  |
| -------------------------------- | -------------------------------- | -------------------------------- | -------------------------------- | -------------------------------- |
| 1.º                              | Loic Chetout                     | Cofidis, Solutions Crédits       | 15 pts                           |                                  |
| 2.º                              | Fabricio Ferrari                 | Caja Rural-Seguros RGA           | 7 pts                            |                                  |
| 3.º                              | Pierre-Luc Périchon              | Fortuneo-Samsic                  | 6 pts                            |                                  |
| 4.º                              | Benjamin Declercq                | Sport Vlaanderen-Baloise         | 5 pts                            |                                  |
| 5.º                              | Nick Schultz                     | Caja Rural-Seguros RGA           | 5 pts                            |                                  |
| 6.º                              | Rémi Cavagna                     | Quick-Step Floors                | 4 pts                            |                                  |
| 7.º                              | Xandro Meurisse                  | Wanty-Groupe Gobert              | 4 pts                            |                                  |
| 8.º                              | Pim Ligthart                     | Roompot-Nederlandse Loterij      | 4 pts                            |                                  |
| 9.º                              | Maxime Farazijn                  | Sport Vlaanderen-Baloise         | 4 pts                            |                                  |
| 10.º                             | Gorka Izagirre                   | Bahrain-Merida                   | 3 pts                            |                                  |

### Clasificación por equipos
| Clasificación por equipos | Clasificación por equipos  | Clasificación por equipos | Clasificación por equipos |
| Equipo                    | Equipo                     | Tiempo                    |                           |
| ------------------------- | -------------------------- | ------------------------- | ------------------------- |
| 1.º                       | Astana                     | 68 h 33 min 26 s          |                           |
| 2.º                       | Bahrain-Merida             | + 58 s                    |                           |
| 3.º                       | Cofidis, Solutions Crédits | + 1 min 07 s              |                           |
| 4.º                       | Quick-Step Floors          | + 5 min 58 s              |                           |
| 5.º                       | Trek-Segafredo             | + 6 min 42 s              |                           |
| 6.º                       | BMC Racing Team            | + 6 min 55 s              |                           |
| 7.º                       | Katusha-Alpecin            | + 9 min 03 s              |                           |
| 8.º                       | Wanty-Groupe Gobert        | + 9 min 03 s              |                           |
| 9.º                       | Dimension Data             | + 9 min 39 s              |                           |
| 10.º                      | Aqua Blue Sport            | + 14 min 36 s             |                           |

## Evolución de las clasificaciones
| Etapa                   | Vencedor                | Clasificación general | Clasificación por puntos | Clasificación de los jóvenes | Clasificación de la combatividad | Clasificación por equipos |
| ----------------------- | ----------------------- | --------------------- | ------------------------ | ---------------------------- | -------------------------------- | ------------------------- |
| 1.ª                     | Bryan Coquard           | Bryan Coquard         | Bryan Coquard            | Maxime Farazijn              | Pierre-Luc Périchon              | Katusha-Alpecin           |
| 2.ª                     | Nathan Haas             | Nathan Haas           | Nathan Haas              | Merhawi Kudus                | Loic Chetout                     | Astana                    |
| 3.ª                     | Greg Van Avermaet       | Greg Van Avermaet     | Greg Van Avermaet        | Odd Christian Eiking         | Loic Chetout                     | Astana                    |
| 4.ª                     | Magnus Cort             | Greg Van Avermaet     | Greg Van Avermaet        | Miguel Ángel López           | Loic Chetout                     | Astana                    |
| 5.ª                     | Miguel Ángel López      | Alexey Lutsenko       | Greg Van Avermaet        | Miguel Ángel López           | Loic Chetout                     | Astana                    |
| 6.ª                     | Alexander Kristoff      | Alexey Lutsenko       | Nathan Haas              | Miguel Ángel López           | Loic Chetout                     | Astana                    |
| Clasificaciones finales | Clasificaciones finales | Alexey Lutsenko       | Nathan Haas              | Miguel Ángel López           | Loic Chetout                     | Astana                    |

## UCI World Ranking
El Tour de Omán otorga puntos para el UCI Asia Tour 2018 y el UCI World Ranking, este último para corredores de los equipos en las categorías UCI ProTeam, Profesional Continental y Equipos Continentales. Las siguientes tablas muestran el baremo de puntuación y los 10 corredores que obtuvieron más puntos:
| Posición              | 1.º | 2.º | 3.º | 4.º | 5.º | 6.º | 7.º | 8.º | 9.º | 10.º | 11.º | 12.º | 13.º | 14.º | 15.º | 16.º-30.º | 31.º-40.º |
| Clasificación general | 200 | 150 | 125 | 100 | 85  | 70  | 60  | 50  | 40  | 35   | 30   | 25   | 20   | 15   | 10   | 5         | 3         |
| Por etapa             | 20  | 10  | 5   |     |     |     |     |     |     |      |      |      |      |      |      |           |           |
| Líder                 | 5   |     |     |     |     |     |     |     |     |      |      |      |      |      |      |           |           |

| Clasificación | Clasificación        | Clasificación              | Clasificación | Clasificación | Clasificación | Clasificación |
| Posición      | Ciclista             | Equipo                     | General       | Etapa         | Líder         | Total         |
| ------------- | -------------------- | -------------------------- | ------------- | ------------- | ------------- | ------------- |
| 1.º           | Alexey Lutsenko      | Astana                     | 200           | 20            | 5             | 225           |
| 2.º           | Miguel Ángel López   | Astana                     | 150           | 20            | -             | 170           |
| 3.º           | Gorka Izagirre       | Bahrain Merida             | 125           | -             | -             | 125           |
| 4.º           | Nathan Haas          | Katusha-Alpecin            | 85            | 20            | 5             | 110           |
| 5.º           | Jesús Herrada        | Cofidis, Solutions Crédits | 100           | 5             | -             | 105           |
| 6.º           | Dries Devenyns       | Quick-Step Floors          | 70            | -             | -             | 70            |
| 7.º           | Dani Navarro         | Cofidis, Solutions Crédits | 60            | -             | -             | 60            |
| 8.º           | Odd Christian Eiking | Wanty-Groupe Gobert        | 50            | -             | -             | 50            |
| 9.º           | Rui Costa            | UAE Emirates               | 35            | 10            | -             | 45            |
| 10.º          | Greg Van Avermaet    | BMC Racing                 | 5             | 30            | 10            | 45            |